# El secret de Marrowbone
El secret de Marrowbone (castellà: El secreto de Marrowbone) és una pel·lícula espanyola de 2017 i òpera preval escrita i dirigida per Sergio G. Sánchez. És protagonitzada per George MacKay, Anya Taylor-Joy, Charlie Heaton, Mia Goth, Matthew Stagg, Kyle Soller, Nicola Harrison i Tom Fisher. Es va projectar en la secció de presentacions especials en el Festival Internacional de Cinema de Toronto de 2017. La pel·lícula va ser publicada a Espanya el 27 d'octubre de 2017, per Universal Pictures. Ha estat subtitulada al català.

## Argument
En 1969, una mare i els seus quatre fills s'amaguen en Marrowbone, una casa abandonada enmig del camp dels Estats Units, amb l'esperança d'iniciar una nova vida. Quan la seva mare mor sobtadament, els 4 germans guardaran el secret perquè no els separin.

## Repartiment
- George MacKay com Jack.
- Anya Taylor-Joy com Allie.
- Charlie Heaton com Billy.
- Mia Goth com Jane.
- Matthew Stagg com Sam.
- Kyle Soller com Tom Porter.
- Nicola Harrison com Rose Marrowbone.
- Tom Fisher com Simon Fairbairn.

## Producció i estrena
El maig de 2016 es va anunciar que Sergio G. Sánchez escriuria i dirigiria la pel·lícula, amb Juan Antonio Bayona com a productor executiu al costat del productor Belen Atienza. El juliol de 2016, Anya Taylor-Joy, Mia Goth, George MacKay i Charlie Heaton es van unir al repartiment de la pel·lícula.
Marrowbone es va estrenar internacionalment al Festival Internacional de Cinema de Toronto al setembre de 2017. A Espanya, l'estrena va tenir lloc el 27 d'octubre de 2017. En el seu primer cap de setmana, la pel·lícula va recaptar més d'un milió d'euros a Espanya.
El 7 de març de 2018 es va estrenar a França i el 13 d'abril de 2018 als Estats Units. A més ha estat estrenada en diversos països d'Europa de l'est.

## Recepció
La pel·lícula ha rebut crítiques mixtes a positives. John DeFore, de The Hollywood Reporter, va dir que «presenta alguna cosa conegut i profundament satisfactori (...) És prou aterridora com per a agradar als fanàtics del gènere». Jordi Costa, de la revista Fotogramas, va dir que «té energia, solvència tècnica i trets d'originalitat, però també els seus problemes (...); es requereix a l'espectador tenir una excessiva màniga ampla en qüestions de punt de vista (...)», i li atorga una puntuació de tres estrelles sobre cinc.

## Premis
Premis Goya
| Any  | Categoria              | Nominat           | Resultat |
| ---- | ---------------------- | ----------------- | -------- |
| 2018 | Millor director novell | Sergio G. Sánchez | Nominat  |

Premis YoGa
| Any  | Categoria                | Nominat           | Resultat  |
| ---- | ------------------------ | ----------------- | --------- |
| 2018 | Pitjor director espanyol | Sergio G. Sánchez | Guanyador |